# Carlton Livingston
Carlton Livingston ou Carlton Livingstone est un chanteur jamaïcain de reggae.

## Source
- Reggae.fr